# ۱۳۳۰ (قمری)
۱۳۳۰ (قمری)، هزار و سیصد و سی‌امین سال در گاهشماری هجری قمری است. اول محرم این سال برابر با بیست و دوم دسامبر سال ۱۹۱۱ میلادی است.

## رویدادها
در ۶ محرم الحرام ۱۳۳۰ هجری قمری پس از قشون کشی نیروهای تزار به تبریز دستور حکومت نظامی توسط حاج صمدخان شجاع الدوله صادر و در نقاطی از شهر نصب گردید بدین شرح:
اهالی تبریز
بدین وسیله از تاریخ ششم محرم در شهر تبریز حکومت نظامی اعلام میگردد
ازین تاریخ ببعد در خانه هر کسی اسلحه پیدا شود و یا اشخاصی که طبق قوانین تزار مجرم یا تحت تعقیب هستند در آنجا مخفی شوند و یا فردی به سربازان تزار بی حرمتی کند ساکنان خانه بلافاصله تیر باران و ساختمان خانه منفجر خواهد گردید
نعمت آباد حاجی صمد خان شجاع الدوله
۶ محرم الحرام ۱۳۳۰ هجری